# حمزه ایتونی
حمزه ایتونی (عربی: حمزة أيتوني؛ زادهٔ ۱۶ ژانویهٔ ۱۹۸۶) بازیکن فوتبال اهل سوریه است.
از باشگاه‌هایی که در آن بازی کرده‌است می‌توان به باشگاه ورزشی المجد و باشگاه فوتبال پریس اشاره کرد.
وی همچنین در تیم‌های ملی فوتبال زیر ۲۳ سال سوریه و سوریه بازی کرده‌است.